# Lekkoatletyka na Letnich Igrzyskach Olimpijskich 1956
Lekkoatletyka na Letnich Igrzyskach Olimpijskich 1956 – zawody lekkoatletyczne podczas igrzysk w Melbourne odbywały się na Melbourne Cricket Ground od 23 listopada do 1 grudnia. 720 sportowców z 59 krajów rywalizowało w sumie w 33 konkurencjach (24 męskich i 9 kobiecych).

## Rezultaty

### Mężczyźni
| Konkurencja:                              | 1. miejsce                                                                        | Rezultat    | 2. miejsce                                                                      | Rezultat  | 3. miejsce                                                                         | Rezultat  |
| Bieg na 100 m (szczegóły)                 | Bobby Morrow                                                                      | 10,5        | Thane Baker                                                                     | 10,5      | Hector Hogan                                                                       | 10,6      |
| Bieg na 200 m (szczegóły)                 | Bobby Morrow                                                                      | 20,6 WR     | Andrew Stanfield                                                                | 20,7      | Thane Baker                                                                        | 20,9      |
| Bieg na 400 m (szczegóły)                 | Charlie Jenkins                                                                   | 46,7        | Karl-Friedrich Haas                                                             | 46,8      | Ardalion Ignatjew Voitto Hellsten                                                  | 47,0      |
| Bieg na 800 m (szczegóły)                 | Tom Courtney                                                                      | 1:47,7      | Derek Johnson                                                                   | 1:47,8    | Audun Boysen                                                                       | 1:48,1    |
| Bieg na 1500 m (szczegóły)                | Ron Delany                                                                        | 3:41,2      | Klaus Richtzenhain                                                              | 3:42,0    | John Landy                                                                         | 3:42,0    |
| Bieg na 5000 m (szczegóły)                | Wołodymyr Kuc                                                                     | 13:39,6     | Gordon Pirie                                                                    | 13:50,6   | Derek Ibbotson                                                                     | 13:54,4   |
| Bieg na 10 000 m (szczegóły)              | Wołodymyr Kuc                                                                     | 28:45,6     | József Kovács                                                                   | 28:52,4   | Allan Lawrence                                                                     | 28:53,6   |
| Bieg maratoński (szczegóły)               | Alain Mimoun                                                                      | 2:25:00     | Franjo Mihalić                                                                  | 2:26:32   | Veikko Karvonen                                                                    | 2:27:47   |
| Bieg na 110 m przez płotki (szczegóły)    | Lee Calhoun                                                                       | 13,5        | Jack Davis                                                                      | 13,5      | Joel Shankle                                                                       | 14,1      |
| Bieg na 400 m przez płotki (szczegóły)    | Glenn Davis                                                                       | 50,1        | Eddie Southern                                                                  | 50,8      | Josh Culbreath                                                                     | 51,6      |
| Bieg na 3000 m z przeszkodami (szczegóły) | Chris Brasher                                                                     | 8:41,2      | Sándor Rozsnyói                                                                 | 8:43,6    | Ernst Larsen                                                                       | 8:44,0    |
| Sztafeta 4 × 100 m (szczegóły)            | Stany Zjednoczone · Ira Murchison · Leamon King · Thane Baker · Booby Morrow      | 39,5 WR     | ZSRR · Łeonid Barteniew · Boris Tokariew · Jurij Konowałow · Władimir Suchariew | 39,8 AR   | Niemcy Lothar Knörzer Leonhard Pohl Heinz Fütterer Manfred Germar                  | 40,3      |
| Sztafeta 4 × 400 m (szczegóły)            | Stany Zjednoczone · Louis Jones · Jesse Mashburn · Charlie Jenkins · Tom Courtney | 3:04,7      | Australia · Leon Gregory · David Lean · Graham Gipson · Kevan Gosper            | 3:06,0    | Wielka Brytania · John Salisbury · Michael Wheeler · Peter Higgins · Derek Johnson | 3:07,1    |
| Chód na 20 km (szczegóły)                 | Leonid Spirin                                                                     | 1:31:28     | Antanas Mikėnas                                                                 | 1:32:03   | Bruno Junk                                                                         | 1:32:12   |
| Chód na 50 km (szczegóły)                 | Norman Read                                                                       | 4:30:43     | Jewgienij Maskinskow                                                            | 4:32,57   | John Ljunggren                                                                     | 4:35:02   |
| Skok wzwyż (szczegóły)                    | Charles Dumas                                                                     | 2,12        | Charles Porter                                                                  | 2,10      | Igor Kaszkarow                                                                     | 2,08      |
| Skok o tyczce (szczegóły)                 | Bob Richards                                                                      | 4,56        | Robert Gutowski                                                                 | 4,53      | Jeorjos Rumbanis                                                                   | 4,50      |
| Skok w dal (szczegóły)                    | Greg Bell                                                                         | 7,83        | John Bennett                                                                    | 7,68      | Jorma Valkama                                                                      | 7,48      |
| Trójskok (szczegóły)                      | Adhemar Ferreira da Silva                                                         | 16,35       | Vilhjálmur Einarsson                                                            | 16,26     | Witold Kriejer                                                                     | 16,02     |
| Pchnięcie kulą (szczegóły)                | Parry O’Brien                                                                     | 18,57       | Bill Nieder                                                                     | 18,18     | Jiří Skobla                                                                        | 17,65     |
| Rzut dyskiem (szczegóły)                  | Al Oerter                                                                         | 56,36       | Fortune Gordien                                                                 | 54,81     | Des Koch                                                                           | 54,40     |
| Rzut młotem (szczegóły)                   | Harold Connolly                                                                   | 63,19       | Michaił Kriwonosow                                                              | 63,03     | Anatolij Samocwietow                                                               | 62,56     |
| Rzut oszczepem (szczegóły)                | Egil Danielsen                                                                    | 85,71 WR OR | Janusz Sidło                                                                    | 79,98     | Wiktor Cybułenko                                                                   | 79,50     |
| Dziesięciobój (szczegóły)                 | Milton Campbell                                                                   | 7937 pkt.   | Rafer Johnson                                                                   | 7587 pkt. | Wasilij Kuzniecow                                                                  | 7465 pkt. |

### Kobiety
| Konkurencja:                          | 1. miejsce                                                                    | Rezultat | 2. miejsce                                                                    | Rezultat | 3. miejsce                                                                           | Rezultat |
| Bieg na 100 m (szczegóły)             | Betty Cuthbert                                                                | 11,5 OR  | Christa Stubnick                                                              | 11,7     | Marlene Mathews                                                                      | 11,7     |
| Bieg na 200 m (szczegóły)             | Betty Cuthbert                                                                | 23,4 =OR | Christa Stubnick                                                              | 23,7     | Marlene Mathews                                                                      | 23,8     |
| Bieg na 80 m przez płotki (szczegóły) | Shirley Strickland                                                            | 10,7 OR  | Gisela Köhler                                                                 | 10,9     | Norma Thrower                                                                        | 11,0     |
| Sztafeta 4 × 100 m (szczegóły)        | Australia · Shirley Strickland · Norma Croker · Fleur Mellor · Betty Cuthbert | 44,5 WR  | Wielka Brytania · Anne Pashley · Jean Scrivens · June Paul · Heather Armitage | 44,7     | Stany Zjednoczone · Mae Faggs · Margaret Matthews · Wilma Rudolph · Isabelle Daniels | 44,9     |
| Skok wzwyż (szczegóły)                | Mildred Singleton                                                             | 1,76 WR  | Thelma Hopkins Marija Pisariewa                                               | 1,67     |                                                                                      |          |
| Skok w dal (szczegóły)                | Elżbieta Krzesińska                                                           | 6,35 WR  | Willye White                                                                  | 6,09     | Nadieżda Chnykina-Dwaliszwili                                                        | 6,07     |
| Pchnięcie kulą (szczegóły)            | Tamara Tyszkiewicz                                                            | 16,59 OR | Galina Zybina                                                                 | 16,53    | Marianne Werner                                                                      | 15,61    |
| Rzut dyskiem (szczegóły)              | Olga Fikotová                                                                 | 53,69 OR | Irina Bieglakowa                                                              | 52,54    | Nina Ponomariowa                                                                     | 52,02    |
| Rzut oszczepem (szczegóły)            | Inese Jaunzeme                                                                | 53,86 OR | Marlene Ahrens                                                                | 50,38    | Nadieżda Koniajewa                                                                   | 50,28    |

## Tabela medalowa zawodów
| Poz. | Państwo                       |    |    |    | Łącznie |
| ---- | ----------------------------- | -- | -- | -- | ------- |
| 1    | Stany Zjednoczone             | 16 | 10 | 5  | 31      |
| 2    | ZSRR                          | 5  | 7  | 10 | 22      |
| 3    | Australia                     | 4  | 2  | 6  | 12      |
| 4    | Wielka Brytania               | 1  | 4  | 2  | 7       |
| 5    | Polska                        | 1  | 1  | 0  | 2       |
| 6    | Norwegia                      | 1  | 0  | 2  | 3       |
| 7    | Czechosłowacja                | 1  | 0  | 1  | 2       |
| 8    | Brazylia                      | 1  | 0  | 0  | 1       |
| 8    | Francja                       | 1  | 0  | 0  | 1       |
| 8    | Irlandia                      | 1  | 0  | 0  | 1       |
| 8    | Nowa Zelandia                 | 1  | 0  | 0  | 1       |
| 12   | Wspólna Reprezentacja Niemiec | 0  | 5  | 2  | 7       |
| 13   | Węgry                         | 0  | 2  | 0  | 2       |
| 14   | Chile                         | 0  | 1  | 0  | 1       |
| 14   | Islandia                      | 0  | 1  | 0  | 1       |
| 14   | Jugosławia                    | 0  | 1  | 0  | 1       |
| 17   | Finlandia                     | 0  | 0  | 3  | 3       |
| 18   | Grecja                        | 0  | 0  | 1  | 1       |
| 18   | Szwecja                       | 0  | 0  | 1  | 1       |